# 種子田秀実
種子田 秀実（種子田 秀實、たねだ ひでみ、1868年1月23日（慶應3年12月29日） - 1936年（昭和11年）4月25日）は、大日本帝国陸軍軍人。最終階級は陸軍中将。位階勲等功級は正四位勲二等功五級。

## 経歴・人物
鹿児島県士族の種子田休五郎の長男として薩摩国鹿児島藩（現・鹿児島県）に生まれる。1892年（明治25年）陸軍士官学校第3期卒業。
日清戦争に出征したのち、陸軍大学校に入校し、1900年（明治33年）同校を第14期で卒業する。
1904年（明治37年）日露戦争が勃発すると第12師団参謀として出征。
その後は、1912年（大正元年）9月に陸軍歩兵大佐・宇都宮連隊区司令官、1913年（大正2年）8月に歩兵第8連隊長、1915年（大正4年）2月に近衛師団参謀長、1917年（大正6年）8月に陸軍少将・歩兵第7旅団長、1920年（大正9年）8月に第8師団司令部附を経て、1921年（大正10年）7月に陸軍中将・旅順要塞司令官に任官。2年後の1923年（大正12年）8月に待命し、翌月、予備役に編入した。

## 栄典
位階
- 1893年（明治26年）5月10日 - 正八位[5]
- 1895年（明治28年）11月15日 - 従七位[6]
- 1909年（明治42年）3月1日 - 正六位[7]
- 1917年（大正6年）8月30日 - 正五位[8]
- 正四位[9]

勲章等
- 勲二等瑞宝章[9]
- 勲四等旭日小綬章[9]
- 功五級金鵄勲章[9]

外国勲章佩用允許
- 大韓帝国勲三等八卦章[9]